# Gemoedstoestand
Een gemoedstoestand of stemming is de affectieve modus die iemand gedurende een bepaalde tijd heeft en die bestaat uit één enkele overwegende emotie of een combinatie van emoties. De stemming van een persoon kan positief zijn (vrolijk of uitgelaten), maar ook negatief (verdrietig of wanhopig). Bovendien kunnen allerhande combinaties ontstaan: iemand kan bijvoorbeeld tegelijkertijd angst en nieuwsgierigheid voor iets nieuws voelen. Normaal gesproken past de gemoedstoestand zich aan externe omstandigheden of gebeurtenissen aan.
Een gemoedstoestand kan soms zo lang duren dat het eigenlijk een karaktereigenschap wordt. Optimisten worden bijvoorbeeld over het algemeen als blijmoedig gezien, terwijl men pessimisten vaak als somber beschouwt.
Er zijn sterke aanwijzingen dat het ervaren van de omstandigheden samenhangt met de concentratie van neurotransmitters in de hersenen. Verschillende neurotransmitters leveren verschillende stemmingen op, omdat ze waarschijnlijk van invloed zijn op verschillende delen van de hersenen.
Als de stemmingen van een persoon niet aansluiten bij de omstandigheden of te hevig zijn, kunnen moeilijkheden ontstaan in het sociale verkeer. Mogelijk is er dan sprake van een stemmingsstoornis. De bekendste hiervan zijn klinische depressie en bipolaire stoornissen. Ook bij angststoornissen kan sprake zijn van een verstoorde gemoedstoestand.